# SS-Helferinnenkorps

Anwerbungsanzeige für „SS-Maiden“

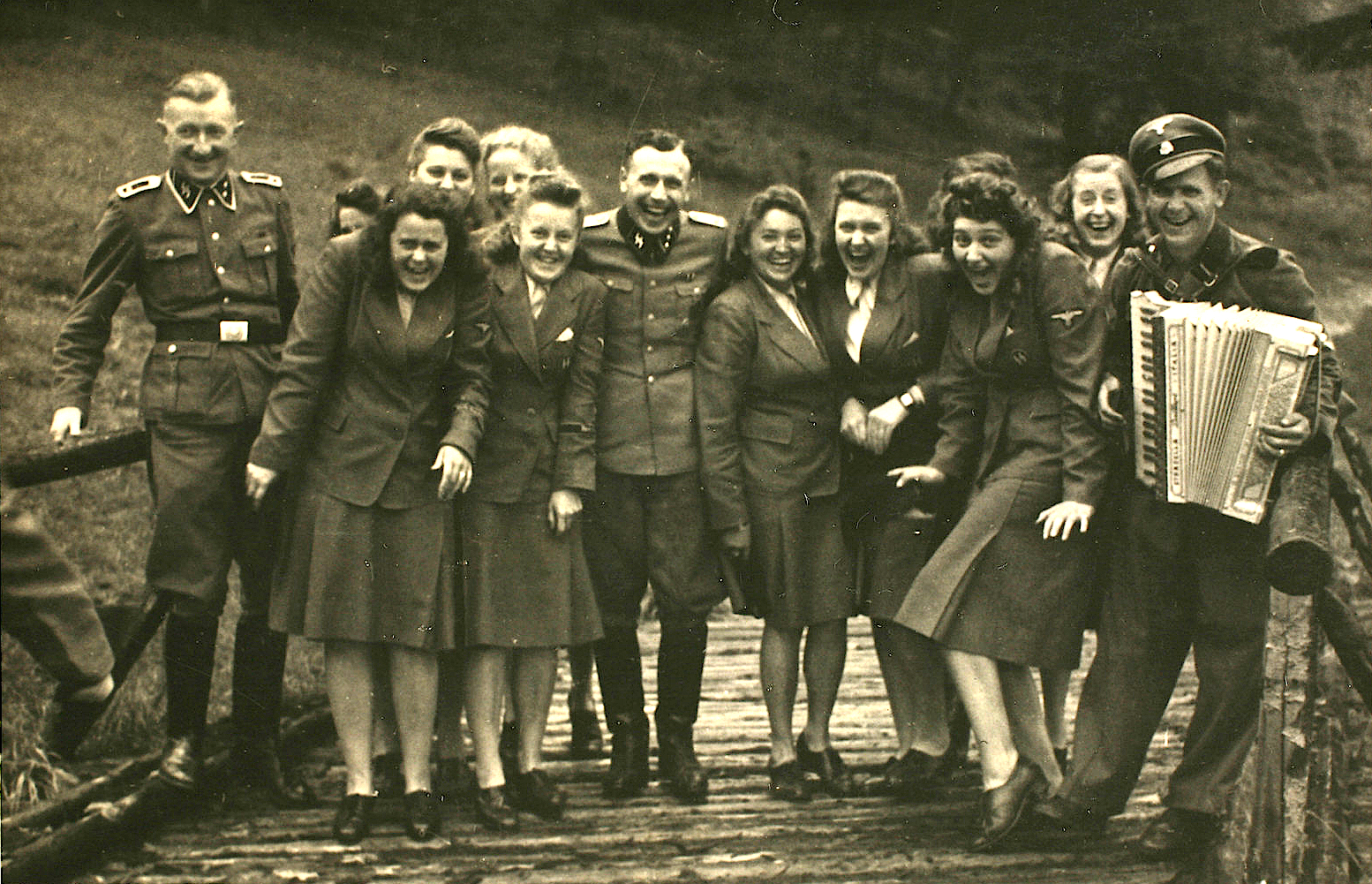
Aus dem Höcker-Album: SS-Helferinnen vom SS-Standort Auschwitz bei einem Betriebsausflug zur Solahütte (22. Juli 1944)

Das SS-Helferinnenkorps war eine Organisation für Frauen innerhalb der nationalsozialistischen Waffen-SS. Anders als die Frauen im SS-Gefolge, die nur Zivilangestellte der SS waren, waren die SS-Helferinnen (auch „SS-Maiden“) Angehörige der Waffen-SS.
Das SS-Helferinnenkorps wurde 1942 gegründet und unterstand direkt dem SS-Hauptamt. Es setzte sich ausschließlich aus freiwillig gemeldeten Frauen zusammen, die einen strengen Auswahlprozess bestanden hatten. Die Mitglieder wurden auf der 1942 neu gegründeten Reichsschule-SS in Oberehnheim im Elsass ausgebildet. Nach bestandenem Grundlehrgang wurden sie in die Waffen-SS übernommen und trugen als sichtbares Merkmal ihrer Zugehörigkeit die SS-Runen an ihrer Uniform. Die Ranghierarchie innerhalb des Helferinnenkorps entsprach jedoch nicht direkt der der SS. Das höchste Amt, das eine Frau im Helferinnenkorps bekleiden konnte, war Reichsbeauftragte im SS-Helferinnenkorps; es wurde seit seiner Einrichtung Anfang 1943 von der hauptamtlichen BDM-Führerin Ilse Staiger besetzt. SS-Helferinnen dienten überwiegend als Nachrichten- und Stabshelferinnen überall im Deutschen Reich sowie in den besetzten Gebieten, darunter auch in Konzentrationslagern und im Reichssicherheitshauptamt, und bedienten Funk-, Telefon- und Fernschreibanlagen. Insgesamt besuchten 2765 Frauen die Reichsschule-SS im Elsass, von denen letztendlich 2375 als SS-Helferinnen Angehörige der Waffen-SS wurden.
Nach dem Zweiten Weltkrieg wurden die SS-Helferinnen in der Entnazifizierung oft als Angehörige des SS-Gefolges oder als Wehrmachthelferinnen angesehen und deswegen als zivile Angestellte, und nicht als Angehörige der SS, größtenteils nicht belangt.